# Michael Molata
Michael Molata (* 10. Februar 1973 in Bad Langensalza) ist ein ehemaliger deutscher Fußballspieler. Er ist ein Sohn des DDR-Oberliga-Fußballspielers Hartmut Molata (* 16. April 1956). Michael Molata bestritt als Defensivspieler seine Karriere hauptsächlich in der 2. Bundesliga.

## Sportliche Laufbahn
Im Jahr 1985 wechselte Molata von der Betriebssportgemeinschaft Werkzeugkombinat Schmalkalden im Süden des heutigen Thüringen zum FC Carl Zeiss Jena, unter den Fußballclubs im DDR-Fußball der Ausbildungsschwerpunkt für die damaligen Bezirke Gera, Suhl und Erfurt. Mit der Jugendmannschaft des FCC gewann er 1989 die Bronzemedaille in der Meisterschaft. Im gewonnenen Spiel um Platz 3 (4:0 gegen den FC Vorwärts Frankfurt II) zählte er neben dem späteren A-Nationalspieler Ronald Maul zu den Jenaer Torschützen.
Unter Trainer Klaus Schlappner rückte Molata als Nachwuchsspieler im Laufe der Zweitliga-Spielzeit 1991/92 in den Profikader des FC Carl Zeiss. An der Seite von Spielern wie Uwe Szangolies, Mario Röser, Udo Fankhänel und Matthias Wentzel etablierte er sich bereits in der folgenden Spielzeit unter dem neuen Trainer Reiner Hollmann in der Defensive des ostdeutschen Klubs, mit dem er den achten Tabellenplatz erspielte. In der Spielzeit 1993/94 verließ das Glück den Klub, unter Uwe Erkenbrecher belegte er mit der Mannschaft einen Abstiegsplatz. Dennoch blieb er dem Klub treu, mit dem er den direkten Wiederaufstieg in die zweite Liga schaffte.
Als junger Stammspieler hatte Molata auf sich aufmerksam gemacht und wurde von Zweitliga-Aufsteiger Arminia Bielefeld unter Vertrag genommen. In der Mannschaft um Jörg Bode, Peter Hobday, Stefan Studtrucker, Armin Eck und Ronald Maul etablierte er sich auf Anhieb als Stammspieler und verhalf dem Klub mit drei Toren in 31 Saisoneinsätzen zum Durchmarsch in die Bundesliga. Hier verlor er allerdings verletzungsbedingt seinen Stammplatz, so dass er nach Saisonende zum Hamburger SV weiterzog. Auch hier konnte er sich gegen die Konkurrenz um Ingo Hertzsch, Thomas Gravesen, Stefan Schnoor und Stefan Böger kaum durchsetzen, so dass er lediglich eine Spielzeit beim norddeutschen Klub verweilte.
Molata kehrte in die zweite Liga zurück und unterschrieb einen Vertrag beim Karlsruher SC. Mit dem badischen Absteiger spielte er um den direkten Wiederaufstieg in die Bundesliga. Unter Trainer Rainer Ulrich gehörte er neben Christian Fährmann, Guido Buchwald, Marc Kienle und Jens Bäumer zu den Stammkräften, die den Klub mit zwei Punkten Rückstand auf den vom SSV Ulm 1846 belegten letzten Aufstiegsplatz auf den fünften Tabellenplatz führten. Nachdem in der folgenden Spielzeit unter den Trainern Rainer Ulrich, Joachim Löw und Edmund Becker der Erfolg ausblieb und die Mannschaft erstmals in die dritte Liga abstieg, nahm er ein Angebot des Ligakonkurrenten Hannover 96 an.
Nach einer Spielzeit in Niedersachsen zog Molata zum SV Babelsberg 03 weiter. Beim Potsdamer Klub kam er verletzungsbedingt kaum zum Zug und konnte so den Abstieg in die dritte Liga nicht verhindern. Daraufhin schloss er sich dem 1. FC Union Berlin, für den er zwei Jahre in der zweiten Liga spielte. Als er auch hier abstieg, verließ er den Klub in Richtung Holstein Kiel. Nach zweieinhalb Jahren in der Regionalliga beendete er verletzungsbedingt im November 2006 seine aktive Laufbahn.